# Festival du cinéma grec 1978
Le Festival du cinéma grec de 1978 fut la 19e édition du Festival international du film de Thessalonique. Il se tint du 2 au 8 octobre 1978.

## Films sélectionnés
- Les Fainéants de la vallée fertile
- 1922
- Deux Lunes en août

## Palmarès
- 1922 : grand prix, meilleur acteur, meilleure actrice, meilleur scénario et meilleure photographie
- Deux Lunes en août : troisième meilleur film, meilleur scénario, meilleur son ; Prix du Centre du cinéma grec : meilleur réalisateur, meilleure actrice
- Les Fainéants de la vallée fertile : second meilleur film, meilleur montage et meilleur film pour l'Union panhellénique des critiques de cinéma (PEKK)